# ترک‌کلا
ترک‌کلا ، روستایی است از توابع بخش مرکزی شهرستان آمل در استان مازندران ایران.

## جمعیت
این روستا در دهستان دشت‌سر سفلی قرار داشته و براساس آخرین سرشماری مرکز آمار ایران که در سال ۱۳۹۲ صورت گرفته، جمعیت آن ۱۶۳۲ نفر (۳۷۰ خانوار) بوده‌است.